# Škofijski dvorec, Ljubljana
Škofijski dvorec ali Nadškofijska palača v Ljubljani stoji na Ciril-Metodovem trgu 4 v Ljubljani, v neposredni bližini ljubljanske stolnice, s katero je stavba povezana z arkadnim hodnikom v nadstropju. V škofijskem dvorcu imajo svoj uradni sedež Nadškofija Ljubljana, Slovenska škofovska konferenca in nadškofijsko podjetje Metropolitana.

## Zgodovina
Zgrajen je bil po potresu leta 1511, v katerem je bila uničena Škofijska palača iz leta 1461. Zgraditi ga je dal ljubljanski škof Krištof Ravbar. Vodja del je bil Avguštin Prygl - Tyfernus, tajnik, stavbenik in sodelavec takratnega škofa.
Današnja podoba dvorca je posledica preureditev ob koncu 17. in v 18. stoletju, ko sta nastala baročno arkadno dvorišče in rokokojsko okrasje v notranjosti stavbe. Leta 1733 je bil zgrajen trakt proti Ljubljanici. Ob koncu 18. stoletja je Leopold Hofer prenovil fasado in zahodno dvorišče v kitastem slogu. V rokoko stilu s štukaturami je bila obnovljena velika dvorana v drugem nadstropju.
Po potresu leta 1895 je v neoromanskem slogu preuredil kapelo arhitekt Raimund Jeblinger. 
Dvorec je s pokritim arkadnim hodnikom povezan s Stolnico.
V dvorcu so med obiskom Dežele Kranjske prenočili štirje cesarji:
- Leopold I. Avstrijski, leta 1660
- Karel IV. Avstrijski, leta 1728
- Napoleon Bonaparte, leta 1797 (v veži dvorca je spominska plošča)
- Aleksander I. Ruski, leta 1821

V njem je prenočeval tudi papež Janez Pavel II. ob svojem obisku Slovenije.